# ممتاز أحمد خان
ممتاز أحمد خان (بالإنجليزية: Mumtaz Ahmed Khan)‏ هو سياسي هندي، ولد في 1949 في حيدر آباد في الهند. انتخب Member of the Legislative Assembly (India) ‏ وانتخب Member of the Telangana Legislative Assembly ‏ عن دائرة Yakutpura Assembly constituency ‏ وقد انضم خلال فترته النيابية ‏  للكتلة البرلمانية مجلس اتحاد المسلمين (الهند).